# クリッシー・ハインド
クリッシー・ハインド（Chrissie Hynde、1951年9月7日 - ）は、ロックバンドのプリテンダーズのメンバーとして知られる、アメリカ合衆国のミュージシャンである。
ヒッピー文化の影響を受けたハインドは、ロンドンにあるマルコム・マクラーレンとヴィヴィアン・ウエストウッドのパンクスタイルの衣料品店SEXで働いた。1978年には、ピート・ファーンドンやジェイムス・ハニーマン・スコット、マーティン・チェンバースとバンド・プリテンダーズを結成し、ハインドはシンガーとソングライター、ギタリストを担当した。ハインドはプリテンダーズ以外の活動として、フランク・シナトラやUB40など他のミュージシャンと共演して、いくつかヒット曲を出している。ハインドとプリテンダーズは、2005年にロックの殿堂入りを果たしている。

## 生い立ち
ハインドはオハイオ州アクロンで生まれ育ち、アクロンの高校を卒業しているが、次のように語ってる。「高校生活は面白くなかった。ダンスに行ったこともなかったし、デートに行ったこともなかった。恋人もいなかった。酷いものだった。もちろん、バンドを見に行くことはできたから、それが楽しみだった。どんなバンドでも見るために、クリーブランドによく行っていた。だから私は会ったこともないバンドの男性に恋をしていた。ブライアン・ジョーンズやイギー・ポップを知っていたから、周りの男には興味が持てなかった。もっと大きな考えを持っていたんだ。」

## キャリア初期
ハインドはヒッピー・カウンターカルチャー、東洋の神秘主義、菜食主義に興味を持つようになった。ケント州立大学美術学部の学生時代、Sat. Sun. Mat. という名前のバンドに加入した。そのバンドには後にディーヴォを結成するマーク・マザーズボーがいた。ハインドが学生時代の1970年5月4日にケント州立大学銃撃事件が発生していて、4人の犠牲者のうちの1人がハインドの友人のボーイフレンドだった。
ハインドはイギリスの音楽誌NMEに興味をもち、1973年にロンドンへ移った。まずは建築会社で仕事をしたが8ヶ月後に辞めてしまった。それから、ロック記者のニック・ケントと会ってNMEの仕事を紹介してもらい、自身で後に「中途半端な哲学の戯言と無意味な攻撃」と称するものを書いた。しかし、この仕事は続かないことに気づき、マルコム・マクラーレンとヴィヴィアン・ウエストウッドの当時あまり知られていない衣料品店SEXで働くようになった。ある時点で、ハインドは労働許可証を取得するため、マクラーレンがマネジメントするセックス・ピストルズのジョニー・ロットンとその後シド・ヴィシャスに対して結婚することを説得した。このエピソードに対するハインドの見解では、ロットンが「私と一緒に登記所へ行き、口にするのもはばかられることをすると言ってきた。」しかし、その後車を出したらヴィシャスがそこにいた。翌朝に登記所へ到着したら、そこが「長期休暇のため閉鎖」で、ヴィシャスの出廷もあり、翌日からはいけなかった。ハインドは、1975年にクリーブランドへ帰還する前にフランスでバンドを始めようとした。
ハインドはバンドを結成するために1976年にフランスへ戻ったが、うまくいかなかった。そして、フレンチーズというバンドにベース担当として加入した。あるときにリードシンガーが脱退したため、ハインドが代わりにリードシンガーとなった。ハインドはパンク・ロック・ムーブメントの早い時期に、ロンドンへ戻り、1976年後半に『メロディ・メイカー』誌のバンド・メンバー募集の広告をみて、999というバンドのオーディションに参加した。そのオーディションには、後にカルチャー・クラブのメンバーとなるジョン・モスや、ジェネレーションXのトニー・ジェイムスも参加していた。その後、ハインドはザ・クラッシュのミック・ジョーンズとグループを結成しようとした。
バンドの結成に失敗したあと、マルコム・マクラーレンはハインドをマスターズ・オブ・ザ・バックサイドというバンドのギタリストに据えたが、そのバンドがダムドに改名した時にハインドは脱退させられた。ジョニー・モペッドというバンドに短期間加入した後、ミック・ジョーンズが自身のバンドの初のイギリスツアーにハインドを誘った。ハインドは回想している。「素晴らしいことだったけど、心が折れそうだった。バンドにいたかった。すべてのギグに行き、間近でそれを見て、その中で生きていたかったのに、バンドはなく、打ちのめされた。去り際に「一緒に連れて行ってくれてありがとう」と言い、帰りのロンドンの地下鉄で泣いた。知り合いは皆バンドに属しているなか、私は本当に敗者だった。」
ハインドは1978年にムーアズ・マーダラーズというムーアズ殺人事件から名前をとったバンドと短期間過ごした。そのバンドは後にヴィサージのフロントマンとなるスティーヴ・ストレンジがボーカルを務め、ヴィンス・エリーがドラムス、マーク・ライアンとハインドがギターを務めた。バンド名だけでも物議を醸すには十分で、NMEによれば、ハインドはまもなくバンドから距離を置いた。「私はメンバーじゃない。リハーサルに参加しただけ。スティーヴ・ストレンジとスー・キャットウーマンが考えたグループで、私は自分のグループを作っていたところだけど、手伝って欲しいと頼まれたからギターを弾いたの。」

## プリテンダーズ

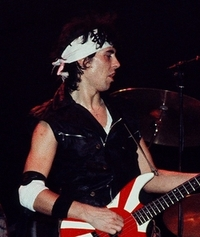
プリテンダーズ結成時のベース奏者のピート・ファーンドン

### 1970年代後半
1978年、ハインドはリアル・レコード・レーベルのオーナーであるデーブ・ヒルにデモテープを送った。ヒルはハインドにバンドを結成するように助言した。1978年春、ハインドはピート・ファーンドン（ベース）と出会い、その後彼らはジェイムス・ハニーマン・スコット（ギター、キーボード）とマーティン・チェンバース（ドラムス、パーカッション）をバンドメンバーに選んで、プリテンダーズという名前をグループにつけた。この名前は、プラターズの1955年の曲「ザ・グレート・プリテンダー」のサム・クック・バージョンに影響をうけたものである。
彼らは「プレシャス」、「ザ・ウェイト（The Wait）」、キンクスの「ストップ・ユア・ソビング」などをデモテープに録音して、ハインドの友人であるニック・ロウに手渡して、シングル「ストップ・ユア・ソビング/プレシャス」をプロデュースしてもらいパリで最初のギグを行った。このシングルは1979年1月に発表され、イギリスでトップ30に入るヒット曲となった。1979年の春、プリテンダーズは最初のアルバム『愛しのキッズ』(Pretenders) を制作し、シングル「恋のブラス・イン・ポケット」(Brass in Pocket) はイギリスとアメリカのチャートを騒がせた。

### 1980年代から1990年代

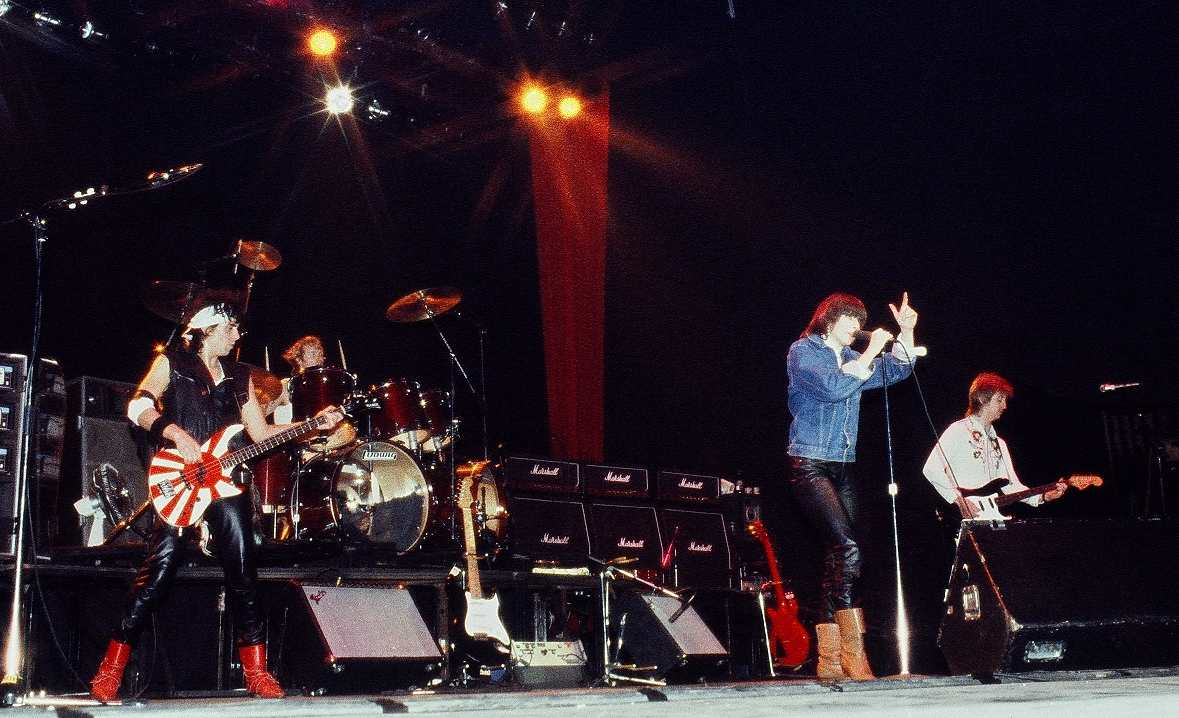
ロンドンのクラブで演奏するプリテンダーズ（1981年）

バンドはEPアルバム『Extended Play』と、アルバム『プリテンダーズII』を発表した。「トーク・オブ・ザ・タウン」(Talk of the Town) と「メッセージ・オブ・ラヴ」(Message of Love) は、その両方に収録されている。プリテンダーズはその後10年の間に次々とメンバー変更を繰り返した。ファーンドンがバンドから解雇された数日後である1982年1月に、ハニーマン・スコットが心臓麻痺で死去した。マーティン・チェンバースは1980年代中頃にバンドを去った。次々とメンバーが変わる中、ハインドだけは1990年代中頃にチェンバースが復帰するまで唯一のオリジナルメンバーとして残り続けた。ハインドは、この期間バンド唯一の不動のメンバーだった。

## 他の音楽プロジェクト
ハインドは、カーヴド・エアのソーニャ・クリスティーナとともに、ミック・ファーレンの1978年のアルバム『Vampires Stole My Lunch Money』にバック・ボーカルとして参加している。また、スペシャルズの代表作となるアルバムに収録されている「ナイト・クラブ」(Nite Klub) で、ハインドはバックで歌っている。INXSの1993年のアルバム『フル・ムーン・ダーティ・ハーツ』でハインドはタイトル曲をデュエットで歌っている。ムードスウィングスの「ステイト・オブ・インディペンデンス・パート2」(State of Independence Part II) にボーカルとして参加し、『ルームメイト』のサウンドトラックに収録されている。ハインドはモリッシーの「Evaryday is Like Sunday」をカバーしている。
ハインドはフランク・シナトラともデュエットしていて、シナトラの1994年のアルバム『Duets II』に収録されている。1995年には、アメリカのコメディ・ドラマ『フレンズ』に出演している。そして、1995年にはシェールとネナ・チェリーとともに「ラヴ・キャン・ビルド・ア・ブリッジ」(Love Can Build a Bridge) を歌った。エリック・クラプトンもこのトラックにはリード・ギターとして参加している。1997年にEMIがラッシュ・リンボーに使用停止を請願するまで、リンボーはハインドの「My City Was Gone」を自身の番組のオープニングテーマとして長い間使用していた。
ハインドの、プリテンダーズ以外のコラボレーションで最もチャートで成功したものは、1985年にUB40と共演したもので、ソニー&シェールの「アイ・ゴット・ユー・ベイブ」(I Got You Babe) のカバーである。この曲は全英シングルチャートで1位を獲得し、アメリカのBillboard Hot 100でも28位を記録した。

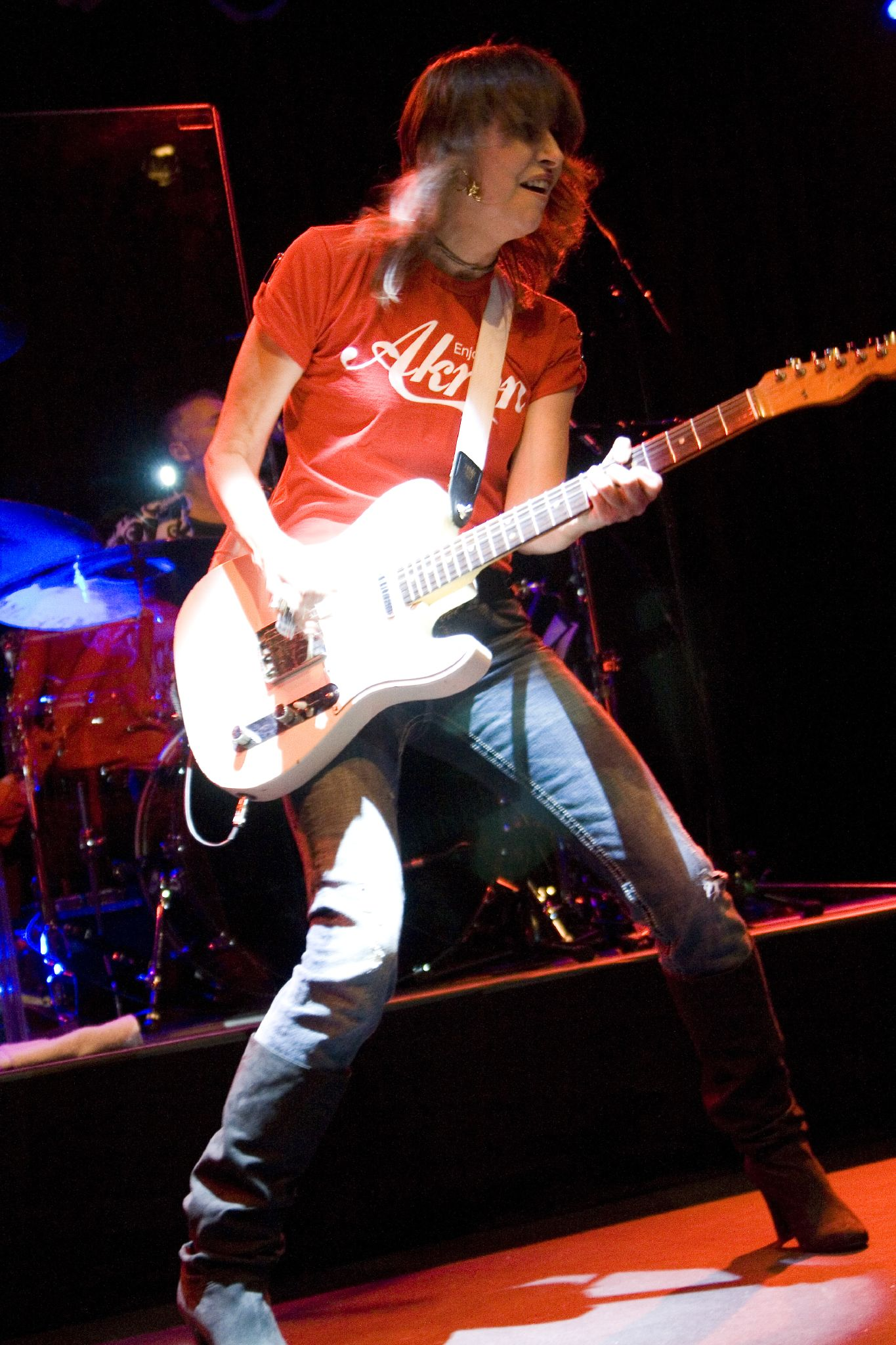
クリッシー・ハインド（2008年）

1999年、ハインドはシェリル・クロウとセントラル・パークで「イフ・イット・メイクス・ユー・ハッピー」(If It Makes You Happy) を歌った。ハインドはテレンス・トレント・ダービーの曲「Penelope Please」の詞に登場している。1998年、ハインドはグラム・パーソンズのトリビュート・アルバム『Return of the Grievous Angel: A Tribute to Gram Parsons』のため、プリテンダーズを連れてエミルー・ハリスと「She」をデュエットしている。ハインドはスペインのバンドのハラベ・デ・パロのアルバム『Un metro cuadrado - 1m²』の収録曲「Cry (If You Don't Mind)」の録音に参加している。2003年のアニメ映画『ラグラッツのGOGOアドベンチャー』ではブルース・ウィリスとデュエットを歌い声で出演している。
2004年、ハインドはブラジル人ミュージシャンのモレーノ・ヴェローゾと一緒にツアーをするために2か月間ブラジルのサンパウロに移った。ハインドはサンパウロで部屋を買い、チューブ&バーガーの2004年のビルボードのホット・ダンス・エアプレイでのナンバー1ヒット「Straight Ahead」にボーカリストとして参加した。2005年にはハインドはリンゴ・スターと「Don't Hang Up」という曲をデュエットし、この曲はスターのアルバム『Choose Love』に収録されている。同じ2005年、ハインドはインキュバスと共演して「Neither Of Us Can See」という曲を歌い、この曲は映画『ステルス』のサウンドトラックに収録されている。
クリッシー・ハインドと彼女のバンドであるプリテンダーズは、2005年にクリーブランドでロックの殿堂入りを果たした。ちょうどロックの殿堂は20周年であり、かつロックンロールができて50周年記念だった。アイルランドのバンドU2もこの年に表彰された。式典はニューヨーク市のウォルドルフ＝アストリアで行われた。
2008年10月17日、アクロン仲間のミュージシャンであるディーヴォのオープニング・アクトとして、バラク・オバマ大統領候補支援のための慈善コンサートに出演した。同じアクロンのザ・ブラック・キーズは、ハインドより前に演奏した。
ハインドはレイ・デイヴィスの2009年のクリスマス・シングル「Postcard From London」にゲストボーカルで参加し、同じ年にはモリッシーのアルバム『イヤーズ・オブ・リフューザル』(Years of Refusal) にも参加している。
クリッシー・ハインドとウェールズの歌手のJ・P・ジョーンズでバンドを組み、JP・クリッシー&フェアグラウンド・ボーイズと名乗った。彼らはデビューアルバム『Fidelity』を2010年8月24日に発表した。ツアーの録音はUSBフラッシュドライブで発売された。
2011年2月5日、ハインドとプリテンダーズは、テレビ番組『CMTクロスローズ』でフェイス・ヒルと生演奏で共演した。
ハインドはジョン・ケイルやニック・ケイヴと、BBCの番組に1999年7月9日に出演した。このコンサートはロンドンで行われ、DVDで発売された。2010年にはハイチ地震のための慈善シングルとして、スクリーミン・ジェイ・ホーキンスの「I Put a Spell on You」のカバーに参加した。この曲とミュージック・ビデオには、ミック・ジョーンズやグレン・マトロック、シェーン・マクゴーワン、ボビー・ギレスピー（プライマル・スクリーム）等が参加した。
ハインドは2014年6月10日に新アルバム『ストックホルム』(Stockholm) を発表した。このアルバムには、ニール・ヤングやテニス選手のジョン・マッケンローが参加している。

## 芸術性
ハインドの声域はコントラアルトである。1978年にプリテンダーズを結成するまで、ハインドは音楽知識がほとんどなかった。独特の拍子を数えられなくなると考え、正式なボイストレーニングを避けて次のように言っている。「ロック独特の声は、欲求不満や恐れ、孤独、怒り、不安定、傲慢、ナルシシズム、そして忍耐など、先生から学ぶものを除いて、長年の多くのものから鍛えられます。」

### 影響
1994年のインタビューで、マドンナはハインドのことを振り返っている。

「彼女がセントラル・パーク（1980年8月、プリテンダーズ）で演奏したのを見たわ。素晴らしかった！ 私がパフォーマンスを見た中でそう思えた唯一の女性。彼女には度胸がある、すごいわ！男の世界で自信に満ちた態度の女性を見たことが、私に勇気とインスピレーションを与えてくれた。」

## 私生活

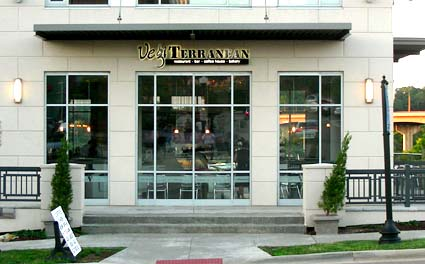
クリッシー・ハインドのアクロンにあったレストラン（2008年7月）

ハインドには、キンクスのレイ・デイヴィスとの間に1人の娘がいる。また、シンプル・マインズのリードシンガーのジム・カーと結婚して別に1人の娘がいる。一家はスコットランドのサウス・クイーンズフェリーに住んでいた。その後離婚したが、1997年にはコロンビア人アーティストの Lucho Brieva と再婚した。夫妻は2002年に別れている。
ハインドはヒンドゥー教ヴィシュヌ派を研究するため、毎年インドへ行く。
ハインドはロンドンに住んでいて、さらに故郷のアクロンにもアパートを所有している。
ガーディアン紙が2013年に発表した50代の50人のベスト・ドレッサーに、ハインドが選ばれている。
ハインドは菜食主義者になったことを「これまで私におこった最高のこと」と話している。肉食者に対しては「嫌悪感、ほぼ軽蔑」しているが、「尊敬できないけど協力して生きる」と言っている。ハインドは動物の権利活動家であり、PETAと、動物の権利グループViva!の支持者である。2002年には、ジュード・ロウやポール・マッカートニーらと反毛皮運動のコマーシャルに出演した。

### 自叙伝
2015年9月8日に自叙伝『Reckless: My Life as a Pretender』を発表した。

### レストラン事業
2007年11月、ハインドはアクロンにヴィーガニズムのレストランを開店した。レストランは、イタリアの地中海の食物をつかった多国籍料理をだしている。レストランを開店する前の2007年9月15日、ハインドは元プリテンダーズのギタリストのアダム・シーモアと店で3曲を演奏した。レストランはアメリカ国内のヴィーガニズム・レストランのトップ5に選ばれたが、経済的事情により2011年10月2日に閉店した。

## ディスコグラフィ

### ソロ・アルバム
- 『ストックホルム』 - Stockholm (2014年、Caroline International)
- Valve Bone Woe (2019年、BMG)
- Standing in the Doorway: Chrissie Hynde Sings Bob Dylan (2021年、BMG)

### ゲスト参加
| 発売日    | シングル | 全英シングルチャート順位 |
| --------- | --- | ------------------------ |
| 1984年9月 | 「プライド」 - "Pride" (with U2)                                                                                             | 3                        |
| 1985年7月 | 「アイ・ゴット・ユー・ベイブ」 - "I Got You Babe" (with UB40)                                                                | 1                        |
| 1988年6月 | 「ブレックファースト・イン・ベッド」 - "Breakfast in Bed" (with UB40)                                                        | 6                        |
| 1991年9月 | 「ステイト・オブ・インディペンデンス」 - "Spiritual High (State of Independence)" (with モッドスウィングス)                  | 66                       |
| 1993年1月 | 「ステイト・オブ・インディペンデンス・パート2」 - "Spiritual High (State of Independence)" (Remix) (with モッドスウィングス) | 47                       |
| 1995年3月 | 「ラヴ・キャン・ビルド・ア・ブリッジ」 - "Love Can Build a Bridge" (with シェール、ネナ・チェリー、エリック・クラプトン)     | 1                        |
| 2000年5月 | "Kid 2000" (with ハイブリッド)                                                                                               | 32                       |
| 2004年1月 | "Straight Ahead" (with チューブ&バーガー)                                                                                    | 29                       |